# イェイツのカイ二乗検定
統計学において, イェイツの修正 (またはイェイツのカイ二乗検定)は分割表において独立性を検定する際にしばしば用いられる。場合によってはイェイツの修正は補正を行いすぎることがあり、現在は用途は限られたものになっている。

## 推測誤差の補正
カイ二乗分布を用いてカイ二乗検定を解釈する場合、表の中で観察される二項分布型度数の離散型の確率を連続的なカイ二乗分布によって近似することができるかどうかを推測することが求められる。この推測はそこまで正確なものではなく、誤りを起こすこともある。
この推測の際の誤りによる影響を減らすため、英国の統計家であるフランク・イェイツは、2 × 2 分割表の各々の観測値とその期待値との間の差から0.5を差し引くことによりカイ二乗検定の式を調整する修正を行うことを提案した。これは計算の結果得られるカイ二乗値を減らすことになりp値を増加させる。イェイツの修正の効果はデータのサンプルサイズが小さい時に統計学的な重要性を過大に見積もりすぎることを防ぐことである。この式は主に分割表の中の少なくとも一つの期待度数が5より小さい場合に用いられる。不幸なことに、イェイツの修正は修正しすぎる傾向があり、このことは全体として控えめな結果となり帰無仮説を棄却すべき時に棄却し損なってしまうことになりえる(第2種の過誤)。そのため、イェイツの修正はデータ数が非常に少ない時でさえも必要ないのではないかとも提案されている。
例えば次の事例：
{\displaystyle \sum _{i=1}^{N}O_{i}=20\,}
そして次がカイ二乗検定に対してイェイツの修正を行った場合である:
{\displaystyle \chi _{\text{Yates}}^{2}=\sum _{i=1}^{N}{(|O_{i}-E_{i}|-0.5)^{2} \over E_{i}}}
ここで:
Oi = 観測度数
Ei= 帰無仮説によって求められる(理論的な)期待度数
Ei= 事象の発生回数

## 2×2 分割表
次の 2 × 2 分割表を例とすると:
|   | S  | F  |    |
| - | -- | -- | -- |
| A | a  | b  | NA |
| B | c  | d  | NB |
|   | NS | NF | N  |

このように書ける
{\displaystyle \chi _{\text{Yates}}^{2}={\frac {N(|ad-bc|-N/2)^{2}}{N_{S}N_{F}N_{A}N_{B}}}.}
場合によってはこちらの書き方の方が良い。
{\displaystyle \chi _{\text{Yates}}^{2}={\frac {N(\max(0,|ad-bc|-N/2))^{2}}{N_{S}N_{F}N_{A}N_{B}}}.}